# Christian Gillet
Christian Gillet, né le 27 juillet 1946 au Bailleul (Sarthe), est un homme politique français, président du conseil départemental de Maine-et-Loire de 2014 à 2021.

## Biographie

### Naissance et formation
Christian Gillet naît le 27 juillet 1946 au Bailleul.
Il passe ses premières années à Sablé-sur-Sarthe, puis étudie au Prytanée militaire de La Flèche, avant de poursuivre à la faculté de médecine d'Angers, de 1964 à 1972. Il choisit la médecine générale et exerce pendant 26 ans.

### Parcours politique
Il commence son engagement politique en 1977 en devenant maire de la commune de Vihiers, un mandat qu’il conserve jusqu’en 1995. Il préside également le Sivom du Vihiersois entre 1988 et 2001.
En 1988, il devient conseiller général de Maine-et-Loire pour le canton de Vihiers. Il y dirige la commission des Solidarités pendant 15 ans, puis devient premier vice-président, chargé des finances et de l’évaluation. De 1998 à 2014, il est également élu conseiller régional des Pays-de-la-Loire.
Jamais impliqué dans l’organisation interne des partis politiques, il fut adhérent à l’UDF, puis au Nouveau Centre, puis à l’UDI, et sans étiquette depuis 2017. Sa position au centre-droit est constante. 
Il est candidat tête de liste aux élections sénatoriales en 2011, en dissidence de l’accord signé entre le Nouveau Centre et l’UMP. En troisième position, sa liste n'obtient aucun siège. D’abord donné partant pour les élections sénatoriales de 2017, il choisit finalement de ne pas se représenter.
Le 28 avril 2014, il est élu président du conseil général de Maine-et-Loire, après la démission de Christophe Béchu, élu maire d’Angers.
En 2015, Christian Gillet est élu conseiller départemental dans le canton d'Angers-1, en binôme avec Frédérique Drouet-d’Aubigny, et avec comme remplaçants respectifs Michel Bodet et Pascale Mitonneau-Marchand. Il est réélu le 2 avril 2015 à la présidence du conseil départemental de Maine-et-Loire.
À l’occasion de l'élection présidentielle de 2017, il se prononce en faveur de François Fillon lors des primaires de la droite et du centre avant de s’en écarter un premier temps en février lors des affaires qui ont défrayées la chronique puis finit par le soutenir de nouveau activement dans les dernières semaines de la campagne. Au soir de l'échec de François Fillon, il appelle à voter pour Emmanuel Macron. Lors des élections européennes de 2019, il soutient la liste Les Républicains de François-Xavier Bellamy,.  
Le 15 mars 2019, Christian Gillet convoque les élus de sa majorité afin de leur faire part de son intention de quitter la présidence du département, ; mais à l’unanimité, ceux-ci lui demandent de rester. Fragilisé par cet épisode, il annonce cependant vouloir quitter son mandat entre mars 2020 et mars 2021,. En avril 2021, il décide néanmoins de se représenter aux élections départementales sur le canton d'Angers-1, en binôme avec Rim Ridane contre Emmanuel Capus et Roselyne Bienvenu, candidats soutenus par le maire d'Angers, Christophe Béchu. Malgré le soutien de Les Républicains et de la présidente des Pays de la Loire Christelle Morançais, Christian Gillet est éliminé dès le 1er tour avec 20,4 % des voix.  Après 44 années de mandat, cette défaite marque la fin de sa vie politique. Le candidat qu'il pressentait pour lui succéder à la présidence est également éliminé lors d'une primaire interne au profit de celle qui fut sa 5ème vice-présidente, Florence Dabin.

### Engagement en faveur de l'art contemporain

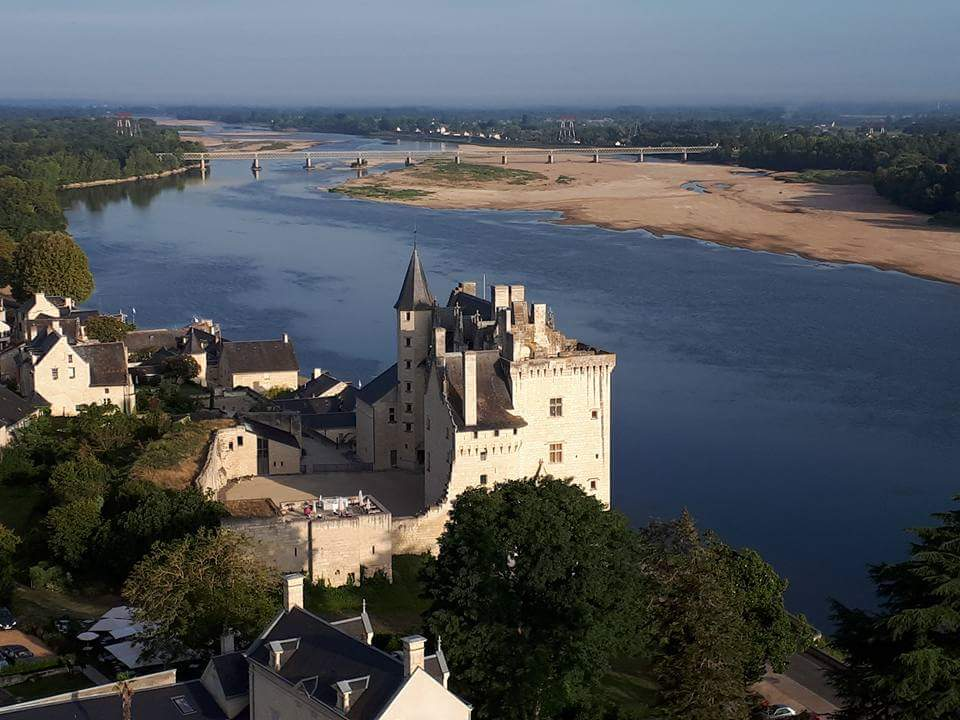
Le château de Montsoreau accueille un musée d'art contemporain par l'intermédiaire d'un partenariat public-privé voulu par Christian Gillet, entre le Maine-et-Loire et le collectionneur d'art contemporain Philippe Méaille.

Classé parmi les châteaux de la Loire, le Château de Montsoreau devient la propriété du conseil général de Maine-et-Loire au début du 20e siècle sous l'impulsion du Marquis de Geoffre. Alors dans un état de dégradation avancé et morcelé entre 19 propriétaires différents, le bâtiment, classé en 1862, menaçait ruine. Après des restaurations qui furent interrompues par la Seconde Guerre mondiale, le château de Montsoreau accueille le musée des Goumiers marocains puis une scénographie son et lumière intitulée Les imaginaires de Loire,. En 2015, trois solutions s'offrent à Christian Gillet quant au devenir de Montsoreau dont un partenariat entre le département de Maine-et-Loire et la région Pays de la Loire pour en faire le château des châteaux de la Loire ainsi qu'un centre d'interprétation de l'histoire de l'Anjou. Lors de sa rencontre avec Philippe Méaille naît la possibilité de créer un musée d'art contemporain au château de Montsoreau en s'appuyant sur la collection de celui-ci, faisant alors l'objet d'un prêt au MACBA. Malgré la controverse créée par sa décision, Christian Gillet tranche et annonce le 23 juin 2015 que le Château de Montsoreau deviendra le Château de Montsoreau - musée d'Art contemporain, le premier du genre sur son territoire, et qu'un bail emphytéotique de 25 ans sera signé avec Philippe Méaille afin de lui donner les responsabilités du projet et du bâtiment. Parallèlement, Christian Gillet signe avec le FRAC Pays de la Loire un autre partenariat afin d'accueillir une exposition annuelle d'art contemporain à la Collégiale Saint-Martin d'Angers, autre propriété départementale.

## Détail des mandats
- 1977-1995 : maire de Vihiers
- 1988-2015 : conseiller général de Maine-et-Loire, élu dans le canton de Vihiers
- 1998-2014 : conseiller régional des Pays de la Loire
- 2 avril 2015 - 20 juin 2021 : président du conseil départemental de Maine-et-Loire (conseiller du canton de Vihiers)
- À partir du 5 avril 2016 : membre du Comité européen des régions au sein du groupe Renew Europe[30]